# Trevor Jacobs
Trevor Frederick Jacobs (28 tháng 11 năm 1946 - 18 tháng 1 năm 2014) là một cầu thủ bóng đá người Anh thi đấu ở vị trí hậu vệ phải. Ông có hơn 210 lần ra sân ở Football League trong những năm sau Thế chiến thứ II.

## Sự nghiệp
Trevor Jacobs thi đấu bóng đá trẻ với Bristol City. Fred Ford kí hợp đồng với Jacobs vào tháng 7 năm 1965 từ vị trí học việc cho Bristol City.

## Danh hiệu
với Bristol Rovers
- Á quân Football League Third Division: 1973-74